# 庄周街道
庄周街道，是中华人民共和国安徽省亳州市蒙城县下辖的一个街道。

## 行政区划
庄周街道下辖以下地区：
二里吴社区、七里许村、前杨村、九里桥村、红光村、十里村、六里村、万湖村、东光村、马店村、后楼村和王桥村。